# Centros de Interface Tecnológico
Os Centros de Interface Tecnológico (CIT) são entidades reconhecidas pela Agência Nacional de Inovação do Governo Português, que efetuam a ligação entre as instituições de ensino superior e as empresas, que se dedicam à valorização de produtos e serviços e à transferência de tecnologia.
São instituições que promovem a transferência tecnológica e a inovação nas empresas, nomeadamente através de processos de certificação, melhoria da qualidade, e eficiência na produção, apoio a atividades de inovação, acesso a tecnologias em desenvolvimento e formação de recursos humanos.

## Entidades Reconhecidas

### Biotecnologia e Ciências da Vida
- Centro Operativo e de Tecnologia de Regadio (COTR) - Beja
- Centro Operativo e Tecnológico Hortofrutícola Nacional (COTHN) - Alcobaça
- Associação para a Investigação Biomédica e Inovação em Luz e Imagem (AIBILI) - Coimbra
- Instituto de Biologia Experimental e Tecnológica (IBET) - Oeiras

### Energia e Sustentabilidade
- WavEC Offshore Renewables - Lisboa
- Instituto de Investigação da Floresta e Papel (RAIZ) - Aveiro
- Associação para o Desenvolvimento Tecnológico e Qualidade (AEMITEQ) - Coimbra
- Instituto de Biologia Experimental e Tecnológica (IBET)
- Centro Tecnológico da Cortiça (CTCOR) - Santa Maria da Feira
- Centro de Apoio Tecnológico à Indústria Metalomecânica (CATIM) - Braga, Lisboa, Porto

### Transporte e Mobilidade
- Centro de Engenharia e Desenvolvimento (CEIIA) - Matosinhos

### Tecnologias de Produção
- Instituto de Ciência e Inovação em Engenharia Mecânica e Engenharia Industrial (INEGI) - Porto
- Centro de Apoio Tecnológico à Indústria Metalomecânica (CATIM)
- Instituto de Engenharia de Sistemas e Computadores, Investigação e Desenvolvimento (INESC-ID) – Lisboa
- Instituto de Engenharia de Sistemas e Computadores, Tecnologia e Ciência (INESC TEC) - Porto
- Centro Tecnológico das Indústrias Têxtil e do Vestuário de Portugal (CITEVE) - Vila Nova de Famalicão
- Centro Tecnológico da Indústria de Moldes, Ferramentas Especiais e Plásticos (CENTIMFE) - Marinha Grande
- Centro Tecnológico do Calçado de Portugal (CTCP) - São João da Madeira
- Instituto de Soldadura e Qualidade (ISQ) - Oeiras

### Materiais e Nanotecnologias
- International Iberian Nanotechnology Laboratory (INL) - Braga
- Instituto de Engenharia de Sistemas e Computadores - Microsistemas e Nanotecnologias (INESC-MN) – Lisboa
- Instituto de Novas Tecnologias (INOV-INESC) - Lisboa
- Centro Tecnológico da Cortiça (CTCOR)
- Centro Tecnológico das Indústria do Couro (CTIC) - Alcanena
- Centro de Nanotecnologia, Materiais Técnicos, Funcionais e Inteligentes (CeNTI) - Vila Nova de Famalicão
- Centro Tecnológico do Calçado de Portugal (CTCP) - São João da Madeira / Delegação: Felgueiras
- Centro Tecnológico da Cerâmica e do Vidro (CTCV) - Coimbra
- Associação Pólo de Inovação em Engenharia de Polímetros (PIEP) - Guimarães
- Instituto Pedro Nunes (IPN) - Coimbra

### Tecnologia Digital
- Instituto de Telecomunicações (IT) - Lisboa
- Instituto de Engenharia de Sistemas e Computadores, Tecnologia e Ciência (INESC TEC)
- Associação CCG/ZGDV - Centro de Computação Gráfica - Guimarães
- Instituto Pedro Nunes (IPN)
- Instituto de Desenvolvimento de Novas Tecnologias (UNINOVA) - Almada
- Instituto de Soldadura e Qualidade (ISQ)